# Циммерн-об-Ротвайль
Циммерн-об-Ротвайль (нім. Zimmern ob Rottweil) — громада в Німеччині, знаходиться в землі Баден-Вюртемберг. Підпорядковується адміністративному округу Фрайбург. Входить до складу району Ротвайль.
Площа — 33,76 км2. Населення становить 6355 ос. (станом на 31 грудня 2020).